# International Society for the Comparative Study of Civilizations
ISCSC (International Society for the Comparative Study of Civilizations) – założone w 1961 w Salzburgu (Austria), międzynarodowe stowarzyszenie akademickie zajmujące się interdyscyplinarnymi studiami porównawczymi nad cywilizacjami. ISCSC organizuje doroczne konferencje oraz wydaje własne czasopismo, Comparative Civilizations Review.

## Prezesi ISCS
- Pitirim Sorokin, 1961–64
- Othmar Anderle, 1964–71
- Benjamin Nelson, 1971–77
- Vytautas Kavolis, 1977–83
- Matthew Melko, 1983–86
- Michael Palencia-Roth, 1986–92
- Roger W. Wescott, 1992–95
- Shuntaro Ito, 1995–98
- Wayne Bledsoe, 1998–2004
- Lee Daniel Snyder, 2004–2007
- Andrzej Targowski, 2007–2013
- David Rosner, 2013-2016
- Toby Huff, 2016-2017
- Lynn Rhodes, 2017-